# Mendoncia williamsii
Mendoncia williamsii är en akantusväxtart som beskrevs av D.C. Wasshausen. Mendoncia williamsii ingår i släktet Mendoncia och familjen akantusväxter. Inga underarter finns listade i Catalogue of Life.